# Opération Lune
Opération Lune (operació lluna en català) i en anglès Dark Side of the Moon (el costat fosc de la lluna, en català) va ser un fals documental o documental-ficció del canal televisiu francès Arte France, rodat l'any 2002, amb una duració de 52 minuts i dirigit pel director francotunisià William Karel. En el documental s'especula amb la possibilitat que l'arribada de l'home a la Lluna per part de l'Apollo 11 fos un engany monumental encarregat pel llavors president Richard Nixon, i que les imatges del succés van ser rodades en un estudi per Stanley Kubrick, qui llavors estava rodant també 2001: una odissea de l'espai.
Per donar credibilitat, el director Karel va incloure entrevistes amb els secretaris de Defensa i Estat Donald Rumsfeld i Henry Kissinger, el llavors director de la CIA Richard Helms, l'astronauta Buzz Aldrin, Alexander Haig i la mateixa vídua del director, Christiane Kubrick. No obstant, aquestes entrevistes foren tretes de context i es varen fer preguntes vagues (als entrevistats se'ls deia que el documental era sobre l'Escàndol Watergate). Al final del documental s'aclareix que tot va ser una broma i es veuen les "preses falses" en les que mostren rient als participants. També va contribuir-hi el fet d'estar rodat i emès en un canal especialitzat en documentals com Arte.
Com a picada d'ullet als seguidors de Kubrick, alguns personatges tenien noms de personatges de films d'aquest director, com Dimitri Muffley, suma dels dos noms dels presidents rus i estatunidenc a Doctor Strangelove, David Bowman, de 2001: una odissea de l'espai, Jack Torrance de The Shining; a part de dos referències a personatges de Perseguit per la mort de Hitchcok, Eve Kendall i George Kaplan, i una altra a L'home que sabia massa (Ambrose Chapel). Un altre personatge s'anomenava W.A. Koenigsberg, una "construcció" entre les inicials de Woody Allen (W.A.) i el seu nom real Allen Stewart Koenigsberg.
La primera emissió d'aquest fals documental fou l'1 d'abril de 2004, el dia dels innocents a França. També ha sigut emès en altre països en el dia dels innocents local.